# Kostki Włościańskie
Kostki Włościańskie – część wsi Kostki  w Polsce położona w województwie mazowieckim, w powiecie sokołowskim, w gminie Sokołów Podlaski. Dawniej odrębna wieś.

## Historia
Dawniej współczesna wieś Kostki podzielona była na dwie wsie, przedzielone potokiem Buczynka, położone w dwóch różnych gminach i powiatach:
- Kostki (Szlacheckie) – na wschód od potoku, początkowo w gminie Dębe Nowe, następnie w gminie Chruszczewka w powiecie sokołowskim, o kształcie okolnicy, liczące po koniec XIX wieku 148 mieszkańców[5],
- Kostki (Włościańskie) – na zachód od potoku, w gminie Miedzna w powiecie węgrowskim, o kształcie ulicówki, liczące po koniec XIX wieku 182 mieszkańców[6].

W 1933 roku wsie utworzyły odrębne gromady w swoich odpowiednich gminach, obie w województwie lubelskim:
- gromadę Kostki w gminie Chruszczewka w powiecie sokołowskim – obejmującą wieś Kostki (Szlacheckie) i kolonię Kostki-Pieńki,
- gromadę Kostki w gminie Miedzna w powiecie węgrowskim – obejmującą wieś Kostki (Włościańskie).

1 kwietnia 1938 zarówno powiat sokołowski jak i węgrowski włączono do województwa warszawskiego. 
Po wojnie od Kostek (Szlacheckich) odłączono kolonię Kostki-Pieńki, która utworzyła odrębną gromadę w gminie Chruszczewka w powiecie sokołowskim.
Odrębność wsi przetrwała do końca sierpnia 1952. 1 września 1952 gromadę Kostki (Włościańskie) wyłączono z gminy Miedzna w powiecie węgrowskim i włączono do gminy Chruszczewka w powiecie sokołowskim, po czym wsie i gromady połączono, i już jako jedna jednostka weszły wraz z reformą administracyjną w 1954 roku w skład gromady Skibniew-Podawce.
Gromada Skibniew-Podawce przetrwała do końca 1972 roku, czyli do kolejnej reformy gminnej, po czym z kolejną reformą administracyjną 1 stycznia 1973 Kostki weszły w skład nowo utworzonej gminy Sokołów Podlaski. 
W latach 1975–1998 miejscowość administracyjnie należała do województwa siedleckiego.

## Religia
Mieszkańcy wyznania rzymskokatolickiego należą do parafii św. Wojciecha w Skibniewie-Podawcach.